# Springboro (Ohio)
Springboro é uma cidade localizada no estado norte-americano de Ohio, no Condado de Montgomery e Condado de Warren.

## Demografia
Segundo o censo norte-americano de 2000, a sua população era de 12.380 habitantes.
Em 2006, foi estimada uma população de 16.963, um aumento de 4583 (37.0%).

## Geografia
De acordo com o United States Census Bureau tem uma área de
22,8 km², dos quais 22,8 km² cobertos por terra e 0,0 km² cobertos por água. Springboro localiza-se a aproximadamente 302 m acima do nível do mar.

## Localidades na vizinhança
O diagrama seguinte representa as localidades num raio de 12 km ao redor de Springboro.